# Roca Blanca (Roquetes)
La Roca Blanca és una muntanya de 479 metres que es troba al municipi de Roquetes, a la comarca catalana del Baix Ebre.